# Noboru Kaneko
Noboru Kaneko (金子 昇 Kaneko Noboru?, nacido el 18 de octubre de 1974, en Nagasaki, Japón) es un actor japonés afiliado a Oscar Promotion.  

## Biografía
Se graduó de la Escuela Secundaria de la Universidad del Instituto de Ciencias Aplicadas de Nagasaki y luego del Departamento de Arquitectura de la Facultad de Ingeniería del Instituto de Ciencias Aplicadas de Nagasaki. 

## Filmografía

### Series de televisión
| Año  | Título                        | Papel                         | Red      | Otras notas                                         |
| ---- | ----------------------------- | ----------------------------- | -------- | --------------------------------------------------- |
| 2001 | Mirai Sentai Timeranger       | Gao Red (Voz)                 | TV Asahi | "Super Sentai Big Gathering (Compilación especial)" |
| 2001 | Hyakujuu Sentai Gaoranger     | Kakeru Shishi / Gao Red       | TV Asahi | Rol principal                                       |
| 2002 | Taiho Shichauzo               | Shunsuke Okabayashi           | TV Asahi |                                                     |
| 2004 | Ōoku                          | Hayato Nakarai                | Fuji TV  | Primer capítulo                                     |
| 2004 | Wonderful Life                | Koji Kusakabe                 | Fuji TV  |                                                     |
| 2004 | Yurihwa                       | Masato Tani                   | SBS      |                                                     |
| 2005 | Jōō                           | Tatsuya Nishizaki             | TV Tokyo |                                                     |
| 2005 | Ruri no Shima                 | Tatsuya Kawashima             | NTV      |                                                     |
| 2011 | Kaizoku Sentai Gokaiger       | Kakeru Shishi                 | TV Asahi | Estrella invitada (Episodio 9)                      |
| 2019 | Super Sentai Strongest Battle | Kakeru Shishi / Gao Red (voz) | TV Asahi | Estrella invitada (Episodio 1 y 2)                  |

### Películas
| Año  | Título                                          | Papel                   | Otras notas    |
| ---- | ----------------------------------------------- | ----------------------- | -------------- |
| 2001 | Hyakujuu Sentai Gaoranger                       | Kakeru Shishi / Gao Red | Rol principal  |
| 2002 | Muscle Heat                                     | Ken Ishibashi           |                |
| 2003 | Ninpuu Sentai Hurricaneger vs. Gaoranger        | Kakeru Shishi / Gao Red | Rol principal  |
| 2003 | Godzilla x Mothra x Mechagodzilla: Tokyo S.O.S. | Yoshito Chujo           | Rol principal  |
| 2005 | Sakigake!! Cromartie Kōkō                       | Hokuto                  |                |
| 2015 | Kainan 1890                                     | Yamamoto                | Rol secundario |
| 2016 | Tenshi ni I'm Fine                              |                         |                |
| 2018 | Usuke Boys                                      |                         |                |